# San Salvador Oeste
San Salvador Oeste es uno de los 44 municipios en los que se encuentra dividido El Salvador y pertenece al Departamento de San Salvador. Limita al norte con el municipio de San Salvador Norte, al sur con el municipio de San Salvador Centro y La Libertad Este, al este con el municipio de San Salvador Este y al oeste con el municipio de La Libertad Norte. Fue creado el 13 de junio de 2023 y está conformado por los distritos (exmunicipios) de Apopa y Nejapa.
Su ciudad más poblada es la ciudad de Apopa, la cual se encuentra ubicada a 12 kilómetros al norte de la ciudad de San Salvador. Importante igualmente la ciudad de Nejapa, ubicada a 21 kilómetros de la ciudad capital.

#### División administrativa
Políticamente está dividido en dos distritos, los cuales se detallan a continuación:
| N.º     | Nombre  | Area Km2 | Población | Cantones | Caseríos |
| ------- | ------- | -------- | --------- | -------- | -------- |
| 1       | Apopa   | 51.84    | 198,528   | 8        | 41       |
| 2       | Nejapa  | 83.36    | 29,458    | 8        | 38       |
| TOTALES | TOTALES | 135.20   | 227,986   | 16       | 79       |

El municipio está conformado por dos ciudades, 16 cantones y 79 asentamiento poblacionales (caseríos, colonias, urbanizaciones, parcelaciones, etc.).

#### Toponimia
El topónimo Apopa proviene del náhuat "Apukpan" y significa "Lugar de neblinas" o "Lugar de vapores y agua" o "Aurora".
El topónimo Idioma Náhuat «Nejapa» significa «Rio de las Cenizas» (neshti: ceniza, apan: río). En textos escritos, a través de la historia, aparece como Nexapa (1659), San Jerónimo Nexapa (1736, 1740); y Nexapa (1770 – 1807).